# 圣泰奥多里
圣泰奥多里（法語：Saint-Théodorit，法語發音：[sɛ̃ teɔdɔʁi]）是法国加尔省的一个市镇，位于该省西部，属于勒维冈区。

## 地理
圣泰奥多里（43°56'29"N, 4°4'57"E）面积8.75 平方千米，位于法国奧克西塔尼大區加尔省，该省份为法国南部沿海省份，南端濒地中海，北起顺时针与阿尔代什省、沃克吕兹省、罗讷河口省、埃罗省、阿韦龙省和洛泽尔省接壤。
与圣泰奥多里接壤的市镇（或旧市镇、城区）包括：艾格勒蒙、戛纳和克莱朗、穆莱藏、皮埃克雷东、萨维尼亚尔格。

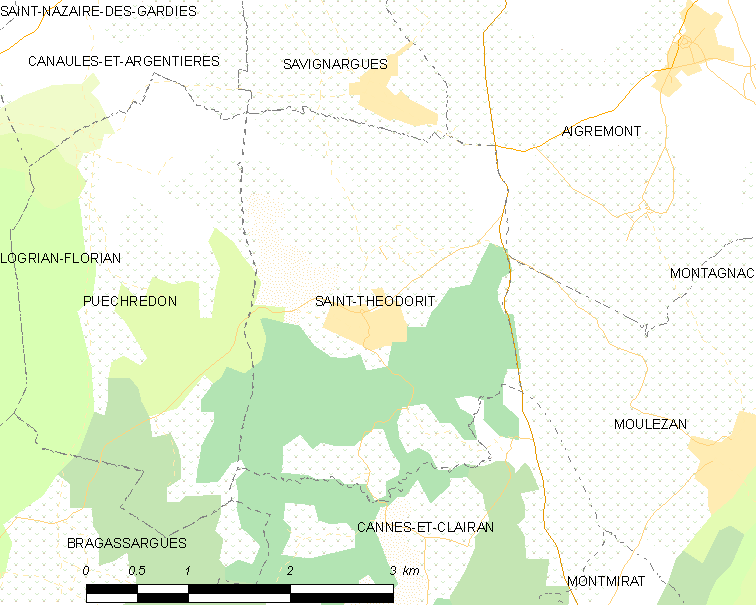
圣泰奥多里的OSM定位图

圣泰奥多里的时区为UTC+01:00、UTC+02:00（夏令时）。

## 行政
圣泰奥多里的邮政编码为30260，INSEE市镇编码为30300。

## 政治
圣泰奥多里所属的省级选区为基萨克县。

## 人口

1962-2008年间圣泰奥多里人口变化图示

圣泰奥多里于2022年1月1日时的人口数量为550人。